# 武藤文吾
武藤 文吾（むとう ぶんご、1865年10月14日（慶応元年8月25日）- 1938年（昭和13年））は、大正・昭和期の日本の地方政治家。第3代八王子市長を務めた。

## 来歴
1865年、武藤光純の息子として生まれる。1898年に分家する。
明治期に政界入り、西多摩郡長を経て、死去した平林定兵衛の後を受けて1925年5月26日に八王子市長に就任した。1期務め、1929年に退任。
1938年に73歳で死去した。